# SV Feldkirchen
SV Feldkirchen é um clube de futebol austríaco, com sede em Feldkirchen in Kärnten, atualmente disputa a quarta divisão austríaca.
O Clube foi vice-campeão da Copa da Áustria de Futebol, em 2009, perdendo a final para a SV Horn

## Elenco Atual
Nota: Bandeiras indicam equipe nacional, conforme definido pelas regras de elegibilidade da FIFA. Os jogadores podem ter mais de uma nacionalidade não-FIFA.
| N.º |         | Posição | Jogador               |
| --- | ------- | ------- | --------------------- |
| 1   | Áustria | G       | Wolfgang Ott          |
| 21  | Áustria | G       | Joachim Thamer        |
| 31  | Áustria | G       | Stefan Eberhard       |
| 32  | Áustria | G       | Elias Pein            |
| 2   | Áustria | D       | Richard Gruber        |
| 8   | Áustria | D       | David Hebenstreit     |
| 12  | Áustria | D       | Michael Wernig        |
| 14  | Áustria | D       | Gunnar Fest           |
| 20  | Áustria | D       | Christoph Nössler     |
| 22  | Áustria | D       | Florian Oberrisser    |
| 26  | Áustria | D       | Philipp Wisotzky      |
| 33  | Áustria | D       | Patrick Steinschifter |
| 3   | Áustria | M       | Thomas Raunegger      |

| N.º |         | Posição | Jogador            |
| --- | ------- | ------- | ------------------ |
| 5   | Áustria | M       | Philip Gastinger   |
| 10  | Áustria | M       | Mathias Regal      |
| 11  | Áustria | M       | Thomas Sick        |
| 13  | Áustria | M       | Günther Stoxreiter |
| 17  | Áustria | M       | Marco Müller       |
| 23  | Áustria | M       | Daniel Wernig      |
| 25  | Áustria | M       | Robert Micheu      |
| 6   | Áustria | A       | Martin Hinteregger |
| 7   | Áustria | A       | Michael Fischer    |
| 9   | Albânia | A       | Auron Miloti       |
| 24  | Áustria | A       | Gerfried Zwatz     |
| 27  | Áustria | A       | Sebastian Schmid   |